# توفيق أرسلان
توفيق مجيد أرسلان (1871 - 5 سبتمبر 1931) سياسي وإداري لبناني. من مواليد الشويفات بقضاء عاليه في عائلة درزية عريقة. تلقى علومه في مدرسة الحكمة في بيروت ثم تولى مناصب عدّة منهم مدير ناحية الغرب 1903 ، قائمقام الشوف 1905 ، عضو وفد مؤتمر الصلح 1920 ، ناظر للمعارف 1920 ، متصرّف للجنوب 1921 ، نائب 1929 ـ 1939 ، ألّف مع آخرين«حزب الثالوث». 

## سيرته
ولد توفيق بن مجيد بن ملحم بن حيدر بن عباس أرسلان في الشويفات من قرى قضاء عاليه سنة 1871 ونشأ في بيت الزعامة والجاه، وأخذ كثيراً من الصفات العالية عن والده وجده. تلقى علومه في مدرسة الحكمة في بيروت ثم تولى مناصب عدّة، فكان في‌ أول عهده مدير ناحية الغرب الأقصى سنة 1903 ثم قائمقاماً للشوف منذ 1905 بدلاً من الأمير سامي أرسلان المستقبل،‌ وعزل سنة 1908.

وكان من المقربين من المتصرف يوسف فرنكو باشا وساند الحزب اليزبكي بعد أن كان آل أرسلان فوق الحزبية، وكان الأمير مصطفى أرسلان يساند الحزب الجنبلاطي، وفي عهد أوهانس باشا استقال القائمقام نسيب بك جنبلاط فعين الأمير توفيق محله قائمقاماً للشوف في 5 آذار 1914 وبقي في مركزه حتى 20 تشرين الأول 1915 وقد تولى هذه الوظيفة عدة مرات. وعندما وقعت الحرب العالمية الأولى كان من المنفيين إلى الأناضول، نفاه جمال باشا وأحلَّ محله في‌ قائمقامية الشوف الأمير عادل أرسلان وفي المنفى أسهم في تأسيس حزب الثالوث الذي‌ أنشئ وسطاً بين الحزبيين اليزبكي والجنبلاطي، وكان معه في‌ تأسيس هذا الحزب من المنفيين فؤاد بك عبد الملك ومصطفى بك عماد والشيخ محمود جنبلاط ورشيد بك نخلة وعبد الحميد بك تلحوق ومحمود تقي الدين.

وفي 26 آذار 1918 عاد من المنفى فوجد الفرنسيون في نفيه شهادةً جيدة بسياسته فتوجهت أنظارهم إليه، وعُيِّن قائمقاماً للشوف سنة‌ 1919 ثم ناظراً للمعارف لكنه طلب أن ينقل إلى وظيفة أخرى فعُيِّن مديراً للأمن العام وخلفه في نظارة المعارف شفيق بك الحلبي،‌ ثم أمر الجنرال غورو بتعيين الأمير توفيق عضوا في اللجنة الإدارية خلفاً لمصطفى بك عماد، ثم صدر في‌ أول شباط 1921 أمر بتعيينه متصرفا للواء صيدا. فحل محله رشيد بك جنبلاط. 

كان الأمير توفيق أرسلان في سنة 1920 عضواً في الوفد الذي رأسه المطران عبد الله الخوري إلى مؤتمر الصلح في باريس من أجل المطالبة بإقامة دولة لبنان الكبير، وفي‌ الوفد الشيخ يوسف الجميل والأستاذ إميل إده، فكانت للأمير في هذا الوفد مواقف جريئة ووطنية صادقة. وفي سنة 1929 انتخب عضواً في مجلس النواب وبقي فيه إلى أن توفي فانتخب ابنه الأمير مجيد.

وصف الأمير توفيق بـ«الحزم وحسن الإدارة مع نزاهة في‌ الوظيفة،‌ ورقة في المعشر ولطف في معاملة الناس وأصحاب المصالح».
توفي في 5 أيلول 1931 وله من الأولاد مجيد ونهاد وملحم ورياض. 